# François Sébastien Aimé
François Sébastien Aimé, né le 15 août 1761 à Lons-le-Saunier et mort le 27 avril 1843 à Metz, est un officier du génie français, membre de la Commission des sciences et des arts, directeur des ateliers de menuiserie en Égypte.
Il est par la suite conservateur des laboratoires de physique et de chimie de l'École royale d'artillerie et du génie.